# Марксистская (станция метро)
«Маркси́стская» — станция Московского метрополитена на Калининской линии. Связана пересадками с двумя станциями «Таганская», одна из которых располагается на Кольцевой линии, а другая — на Таганско-Краснопресненской. Расположена в Таганском районе (ЦАО). Открыта 30 декабря 1979 года в составе участка «Марксистская» — «Новогиреево». Колонная трёхсводчатая станция глубокого заложения с одной островной платформой, на момент открытия являлась самой глубокой в Московском метро.

## История и происхождение названия
Открыта 30 декабря 1979 года в составе участка «Марксистская» — «Новогиреево», после ввода в эксплуатацию которого в Московском метрополитене стало 114 станций. Названа по одноимённой улице.
В 1991 году было предложено переименовать станцию в «Воронцовскую», однако это не было осуществлено. Годом позже также не было осуществлено переименование станции в «Гончарную», как её предлагалось назвать по располагающейся недалеко улице, заканчивающейся на Таганской площади.

## Оформление
Основным цветом в оформлении является красный. Колонны станции облицованы красным мрамором «буровщина». Со стороны платформ на них сделана характерная продольная выемка, из-за чего они кажутся двойными. Облицовка путевых стен — мрамор «газган» с оттенками от светло-розового до серого, цоколь отделан чёрным гранитом. Центральный зал и платформы освещены светильниками, представляющими собой спирали из вертикально расположенных люминесцентных ламп, которые символизируют один из принципов марксистской философии — «развитие по спирали». Пол покрыт серым гранитом с красными вставками, символизирующими гвоздики. Над сводами в торцах центрального зала расположены панно на тему «Торжество идей марксизма», выполненные в технике флорентийской мозаики (художник М. Н. Алексеев).
| - Панно у входа на платформу - Выход в город - Переход на Кольцевую линию |

## Расположение, вестибюли и пересадки
Расположена между станциями «Третьяковская» и «Площадь Ильича».
У станции один подземный вестибюль, связанный эскалатором с восточным торцом центрального зала. Он выводит в подземный переход с выходами к улицам Таганская и Марксистская. В подземном вестибюле стены облицованы мрамором «газган», а колонны мрамором «буровщина».
Станция является пересадочной на станцию «Таганская» Таганско-Краснопресненской линии (переход через мостик в центральной части станции, затем подъёмом по эскалатору) и станцию «Таганская» Кольцевой линии (переход осуществляется из западного торца центрального зала вверх по эскалатору). Облицовка переходов, в целом, такая же, что и у колонн станции.

## Станция в цифрах
Глубина заложения станции — 60 метров. Суточный пассажиропоток через вестибюль станции в 2002 году составлял 40 250 человек, пересадочный пассажиропоток на Кольцевую линию по данным на 1999 год был равен 136 300 человек в сутки, на Таганско-Краснопресненскую линию — 128 800 человек в сутки.
В 2024 году среднесуточный пассажиропоток составил 40,2 тысячи человек.
- Таблица времени прохождения первого поезда через станцию[5]:

| По чётным числам                   | Будние дни | Выходные дни |
| По нечётным числам                 | Будние дни | Выходные дни |
| В сторону станции «Третьяковская»  | 05:48:00   | 05:48:00     |
| В сторону станции «Третьяковская»  | 05:48:00   | 05:48:00     |
| В сторону станции «Площадь Ильича» | 05:42:00   | 05:43:00     |
| В сторону станции «Площадь Ильича» | 05:42:00   | 05:43:00     |

## Путевое развитие
К востоку от станции на Калининской линии находится связанная с обоими путями линии служебная соединительная ветвь на Таганско-Краснопресненскую и Кольцевую линии. Западнее станции находится пошёрстный съезд, использовавшийся для оборота составов, когда станция была конечной.

## Галерея
| - Зал станции, 8 сентября 2010 года - Зал станции, 1 января 2012 года - Колонны - Посадочная платформа - Панно на путевой стене - Ограждение моста перехода на ТКЛ - Переход на Кольцевую линию - Эскалаторы в торце зала - Мостик над путями |

## Наземный общественный транспорт
На этой станции можно пересесть на следующие маршруты городского пассажирского транспорта:
- Автобусы: м7, е70, е80, 51, 74, 567, с755, 766, с856, Б, т27, т53, т63, н5, н7, н13